# Prowincja Prachuap Khiri Khan
Prachuap Khiri Khan (taj. ประจวบคีรีขันธ์) – jedna z centralnych prowincji (changwat) Tajlandii. Sąsiaduje z prowincją Phetchaburi od północy i Chumphon od południa oraz z Mjanmą.
Prachuap Khiri Khan jest położony nad zatoką Tajlandzką. Prachuap Khiri Khan jest jednym z głównych regionów turystycznych. Najbardziej popularne miejscowości turystyczne to Hua Hin i Cha Am.
Prachuap Khiri Khan ma dwa duże parki narodowe: Kaeng Kraczan and Sam Roj Jot.